# Akert
Akert is een wijk in het dorp Geldrop in de gemeente Geldrop-Mierlo. De wijk ligt tussen de Laan der Vier Heemskinderen, het Bogardeind, de A67 en de Kleine Dommel en bestaat vooral uit rijtjeshuizen en flats. De straten zijn genoemd naar bomen, zoals de Appelaar, het Olmenhof en het Elzenhof.
Dorpen: Geldrop · Hoog Geldrop · Mierlo 

Buurtschappen: Bekelaar · 't Broek · De Loo · Genoenhuis · Goor . Gijzenrooi · Heiderschoor · Hout · Hulst · Loeswijk · Luchen · Overakker · Trimpert · Voortje

Wijken van Geldrop: Akert · Braakhuizen-Noord · Braakhuizen-Zuid · Centrum · Coevering · Gijzenrooi · Skandia 

Noord-Brabant: Steden en dorpen      Nederland: Provincies · Gemeenten